# Fernando Penteado Cardoso
Fernando Penteado Cardoso (São Paulo, 19 de setembro de 1914 – São Paulo, 7 de setembro de 2021) foi um engenheiro agrônomo, empresário e filantropo brasileiro.

## Biografia

### Formação acadêmica e início
Formado pela ESALQ da USP na turma de 1936, Fernando é um agrônomo dentre os mais renomados do País.

### Trajetória desde então
Foi fundador da empresa de adubos MANAH. Foi fundador e é presidente da Fundação Agrisus, cujo objetivo é financiar projetos de ensino, divulgação e pesquisa relacionados com a fertilidade do solo.
Trabalhando sempre em prol da agricultura nacional, foi diretor e presidente da Federação das Associações Rurais do Estado de São Paulo, Secretário da Agricultura do Estado de São Paulo, delegado da Agricultura junto ao Conselho Interamericano da Produção e Comércio (Chicago), membro do Conselho e diretor da Fundação Santa Cruz (São Paulo/SP).
Morreu em setembro de 2021, a 12 dias de completar 107 anos.

## Condecorações
- Prêmio “Epitácio Pessoa” ao 1º colocado na ESALQ-USP (1936);
- Comenda da Ordem do Ipiranga – Estado de São Paulo (1981);
- Grande Medalha da Inconfidência – Estado de Minas Gerais (1996);
- Diploma de “ Agrônomo do Ano 1989 ” Associação Eng. Agrônomos Estado de São Paulo;
- Diploma de Sócio Benemérito Associação dos Engenheiros Agrônomos do Estado de São Paulo (1991);
- Diploma de Mérito Pecuário da Assoc. Brasileira de Criadores de Zebu- ABCZ (1999);
- Diploma de Destaque Pecuário da Assoc.Criadores de Nelore do Brasil-ACNB (2000);
- Prêmio Mérito Científico e Tecnológico do Governo do Estado de São Paulo (2001);
- Diploma de Mérito Especial da Associação de Plantio Direto no Cerrado- APDC (2003);
- Diploma “Personalidade do Agribusiness Brasil 2005- ABAG (2005);
- Diploma “Personalidade do Agronegócio 2006- IAC –(2006);
- Diploma “Destaque Dado ao Agronegócio Brasileiro”- CONFAEAB (2007);
- Personalidade de Destaque em Pecuária de Corte pela Associação Brasileira de Criadores de Zebu (ABCZ), Associação de Criadores de Nelore do Brasil (ACNB) e Associação Brasileira de Criadores (ABC) (2007);
- Medalha Luiz de Queiroz em 2009, por seus méritos pessoais e relevantes serviços prestados ao Estado de São Paulo em atividades relacionadas com o desenvolvimento da Agricultura.